# Jamrud
Jamrud es una banda de rock de Cimahi, Indonesia, Java Occidental. Se caracterizan como una de las bandas de rock de mayor éxito en la historia de la música de Indonesia. Su cuarto álbum de estudio, Ningrat (2000), se ha vendido alrededor de 2.000.000 copias en Isu país de origen, por lo que fue el álbum más vendido y el segundo más alto, así como el álbum más vendido de rock en Indonesia. 

## Miembros de la banda
- Azis Mangasi Siagian - guitarra principal (1989-presente)
- Ricky Teddy - bajo (1989-presente)
- Krisyanto - vocalista (1993-2007, 2011-presente)
- Mochamad Irwan - guitarra rítmica (2008-presente)
- Danny Rachman - batería (2008-presente)

Los antiguos miembros
- Oppi - primera voz (1989-1992)
- Fitrah Alamsyah - guitarra rítmica (1995-1999, fallecido)
- Agus - batería (1989-1990)
- Budhy Haryono - batería (1991-1994)
- Sandhy Handoko - batería (1993-1999, fallecido)
- Suherman Husin - batería (2000-2008)
- Iwan Vox - vocalista (2011)
- Jaja Amdonal - vocalista (2008-2011)

## Discografía

### Álbumes de estudio
- 1996: Nekad
- 1997: Putri
- 1998: Terima Kasih
- 2000: Ningrat
- 2002: Sydney 090102
- 2004: BO 18+
- 2006: All Access In Love
- 2009: New Performance 2009
- 2011: Bumi & Langit Menangis

### Álbumes de Copilación
- 1999: The Best Collection
- 2003: All The Best: Slow Hits
- 2009: Best Of The Best: Performance 2009